# Богданци (община)
Бо́гданци (макед. Општина Богданци) — община в Северной Македонии. Расположена на юго-востоке страны. Население составляет 8707 человек (2002 год).
Административный центр — Богданци.
Площадь территории общины 114,54 км² (114 км²).
Граничит с общинами Северной Македония:
- на западе — с общиной Гевгелия;
- на севере — с общиной Валандово;
- на востоке — с общиной Дойран.

На юге граничит с номом Килкис в области Центральная Македония Греции.
Кроме города Богданци в состав общины входят ещё 3 села: Гявато, Селемли и Стояково.
Этническая структура населения в общине:
- македонцы — 92,95 %;
- сербы — 6,03 %
- турки — 0,62 %;
- румыны — 0,06 %
- албанцы — 0,02 %;
- цыгане — 0,01 %;
- остальные — 0,31 %